# Dispersión austral

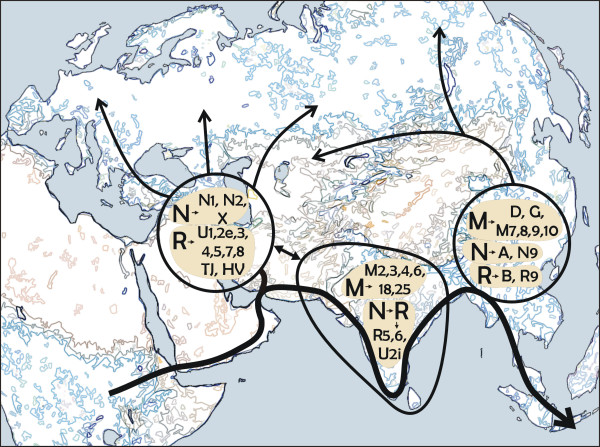
Representación del modelo de migración costera, con indicación del desarrollo posterior de tres haplogrupos mitocondriales de tres poblaciones centradas respectivamente en el Próximo Oriente, India y Asia Oriental.

En el contexto de la teoría del origen africano del hombre moderno, la Nota 1 el escenario de la dispersión austral  o «poblamiento costero rápido», se refiere a las primeras migraciones humanas a lo largo de las costas meridionales de Asia, partiendo de la Península arábiga, cruzando la Meseta iraní y la India y llegando al Sudeste asiático (Sondalandia) y Oceanía.

## Contexto
La teoría de la ruta costera se utiliza por primera vez para describir el poblamiento inicial de la Península arábiga, la India, el Sudeste Asiático, Nueva Guinea, Australia, Oceanía Cercana, las costas de China y Japón hace unos 70-60.000 a. C. "La expansión de los humanos modernos fuera de África a lo largo de una ruta costera en el sudeste de Asia fue obstaculizada por primera vez por una serie de cambios climáticos importantes y abruptos. Un período de clima y niveles del mar relativamente estables entre 45 y 40 000 años a. C., permite sustentar la rápida expansión costera de los humanos modernos a través de gran parte del sudeste asiático, permitiéndolos alcanzar las costas del noreste de Rusia y Japón alrededor de 38-37.000 a. C.

## Estudios genéticos
Este escenario está respaldado por estudios sobre la presencia y distribución de los haplogrupos M y N del genoma mitocondrial, así como la distribución de los haplogrupos C y D del cromosoma Y en estas regiones.
«Las variaciones del ADN mitocondrial en poblaciones aisladas de reliquias en el sudeste asiático apoyan la opinión de que solo hubo una migración desde África, probablemente a lo largo de una ruta costera del sur, a través de la India y hacia el sudeste asiático y Australasia. Hubo una ramificación temprana, que eventualmente llevó a la colonización del Cercano Oriente y Europa, pero la principal dispersión de la India a Australia hace 65.000 años fue rápida, probablemente tomando sólo unos pocos miles de años para completarse».
«El haplogrupo D pudo haber acompañado a otro grupo, el clan costero (haplogrupo C), en la primera gran ola de migración fuera de África hace unos 50.000 años. Aprovechando al máximo los recursos costeros, estos intrépidos exploradores siguieron la costa de África a través del sur de la Península arábiga, la India, Sri Lanka y el sudeste asiático. Eventualmente, pudieron haber hecho el viaje más tarde, siguiendo los pasos del clan costero».
La teoría afirma que el primer Homo sapiens, incluyendo algunos portadores del haplogrupo mitocondrial L3, probablemente similar a las actuales poblaciones de australoides (y por lo tanto llamado proto-australoides), llegaron a la Península arábiga hace unos 70 000 años, cruzando desde el este de África a través del estrecho de Bab-el-Mandeb. Se estima que de una población de 2000 a 5000 individuos en África, solo un pequeño grupo, probablemente de 150 a 1000 personas, cruzó el Mar Rojo10,11 . 10,11 El grupo habría viajado a lo largo de la ruta costera alrededor de Arabia y Persia hasta la India con relativa rapidez, en solo unos pocos miles de años. Desde la India, sus miembros se habrían extendido al sudeste asiático (Sondalandia) y a Oceanía (Sahul).
«La población anterior al 6000 a. C. del sudeste asiático estaba compuesta en gran parte por grupos de cazadores-recolectores muy similares a los negritos de hoy en día... Así, el cromosoma Y y el ADN mitocondrial proporcionan una clara imagen de un salto costero desde África hasta el sudeste asiático y luego hacia el interior de Australia... El ADN nos da una idea del viaje, que casi con toda seguridad siguió una ruta costera vía India».

## Retrospectiva de datación
Más recientemente, a principios de la década de 2000, nuevos descubrimientos sugieren que la ruta costera pudo haber sido emprendida en 100.000 a. C., aunque «la verdadera expansión de la humanidad moderna comienza alrededor de 60.000 años a. C. y ocurrió bastante rápidamente, tanto hacia el norte como hacia el este». Testigo de esta rápida expansión es la presencia de hombres modernos en el Extremo Oriente  alrededor del 60.000 a. C.